# Amar Smaïl
Pour les articles homonymes, voir Smail.
Amar Smaïl, né le 22 avril 1901 et mort le 11 janvier 1967, est un homme politique français.